# География Ганы

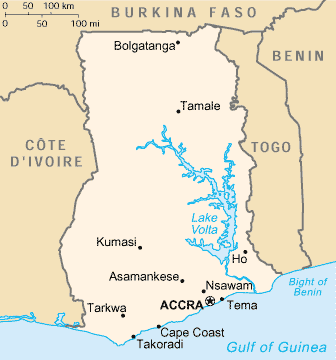
Карта Ганы

Га́на или Республика Гана — государство в Западной Африке. С юга омывается водами Гвинейского залива.
Занимает площадь 238 540 км².
Общая длина государственной границы составляет 2093 км, с Буркина-Фасо — 548 км, Кот-д’Ивуар — 668 км, Того — 877 км.
Береговая линия страны: 539 км.
Самая высокая точка — гора Афаджато (Mount Afadjato) 885 м.
Климат тропический.
Территория страны — равнина, местами усеянная останцовыми холмами. Далее к северу от этой равнины находится лесистое плато. На восточной окраине страны возвышаются горы Того с высшей точкой страны горой Афаджато (885 м). К северу от Эджуры выше уступа Нампонг лес постепенно изреживается и сменяется зарослями кустарников. Далее к северу, вдоль уступа Гамбага, расположены открытые саванны с более плодородными почвами.
В 1961—1965 гг. у города Акосомбо (Гана) в месте слияния рек Чёрная Вольта и Белая Вольта в узком ущелье была построена ГЭС. В результате, после заполнения, водохранилище Вольта занимает 3,6 % площади Ганы. Является крупнейшим по площади (около 8,5 тыс. км²) водохранилищем в мире.